# Marsais-Sainte-Radégonde
Marsais-Sainte-Radégonde település Franciaországban, Vendée megyében. Lakosainak száma 526 fő (2022. január 1.). Marsais-Sainte-Radégonde Bourneau, L’Hermenault, Saint-Cyr-des-Gâts, Saint-Martin-des-Fontaines és Sérigné községekkel határos.

## Népesség
A település népességének változása:
| Lakosok száma | 545  | 531  | 524  | 489  | 482  | 480  | 472  | 499  | 526  |
|               | 2013 | 2015 | 2016 | 2017 | 2018 | 2019 | 2020 | 2021 | 2022 |